# Tanko Buši
Tanko Buši (炭坑節, "pesem rudarjev premoga") je japonska ljudska pesem. Kljub izrazu "buši/fuši" v imenu, je ritem svingovski (v slogu ondo). Govori o kopanju premoga, postavljena pa je v rudnik Miike na Kjušuju. Je pogosta pesem, ki se predvaja med plesi festivala bon. Spremljajoči ples uprizarja pogoste gibe v rudniku, kot je izmetavanje premoga, metanje vreče premoga čez ramena, brisanje pota z obrvi in porivanje vozička s premogom.

## Odlomek iz Tanko Bušija
| Japonsko: | Približen prevod v slovenščino:                                                                                                   |
| Cuki ga deta deta Cuki ga deta, a joj joj (kakegoe) Miike Tanko no ue ni deta Anmari entocu ga takaj no de Sazoja ocukisan kemutakaro Sa no joj joj | Luna je vzšla, oh, Luna je vzšla, horuk! Nad rudnikom Miike je vzšla. Dimnik je tako visok, da se luna gotovo duši v dimu. Horuk! |

V sodobnih priredbah Tanko Bušija je del besedila "nad rudnikom Miike" zamenjan z "nad našim rudikom" (uči no o-jama), saj rudnik Miike več ne obratuje. Pesem in ples se izvajata tudi zunaj Kjušuja.

## Video
- Tanko Bushi - Jishin Shamidaiko - Javna izvedba
- Tanko Bushi - Jishin Shamidaiko & Yuukyo Gumi Taiko- Javna izvedba